# Vincent de Gournay
Jean Claude Marie Vincent, markiz de Gournay (ur. 28 maja 1712 w Saint-Malo, zm. 27 czerwca 1759 w Kadyksie) – francuski ekonomista, propagujący zasady fizjokratyzmu.

## Życiorys
Pochodził z rodziny bretońskich armatorów i był synem zamożnego kupca. Wyuczył się więc kupieckiego zawodu i pracował w różnych zakładach. W 1744 wstąpił na służbę do Ministerstwa Marynarki. W 1751 został powołany na stanowisko intendenta handlu (Intendant de Commerce). Wówczas zaczął się interesować ekonomią narodową. Przetłumaczył pisma Josiaha Childa, Davida Hume’a i Josiaha Tuckera. Popierał koncepcje Richarda Cantillona, a jego własne pomysły były wzorem dla Anne Roberta Turgota.
Był uważamy za jednego z największych zwolenników wczesnego liberalizmu, fizjokratyzmu i krytyka merkantylizmu. Przypisuje się mu autorstwo słynnego powiedzenia „Pozwólcie działać” (Laissez faire, laissez passer, le monde va de lui-même), które miał wypowiedzieć na zebraniu fizjokratów w 1758. Rozpowszechnił również pojęcie „biurokracji”.

## Twórczość
- 1759: Observations sur l'état de la Compagnie des Indes